# Lieke Hemminga
Lieke Hemminga is een Nederlands voetbalspeelster.
Hemminga speelde bij het beloftenteam van Feyenoord. In de zomer van 2020 stapt Hemminga over naar stadsgenoot Excelsior, om daar in de Vrouwen Eredivisie te gaan spelen.

## Statistieken
| Seizoen | Club      | Land      | Competitie         | Wedstrijden | Doelpunten |
| ------- | --------- | --------- | ------------------ | ----------- | ---------- |
| 2020/21 | Excelsior | Nederland | Vrouwen Eredivisie | 4           | 0          |
| Totaal  | Totaal    | Totaal    | Totaal             | --          | --         |

Laatste update: november 2020

## Privé
Hemminga volgt een opleiding aan het Johan Cruyff College.